# Jack Charlton
John "Jack" Charlton (8. května 1935, Ashington – 10. července 2020) byl anglický fotbalista, bratr Bobbyho Charltona. Hrával na pozici obránce.
S anglickou fotbalovou reprezentací vyhrál mistrovství světa roku 1966 a získal bronzovou medaili na mistrovství Evropy roku 1968. Hrál též na mistrovství světa v Mexiku roku 1970. Celkem za národní tým odehrál 35 utkání a vstřelil v nich 6 gólů.
Celou svou hráčskou kariéru (1952–1973) strávil v jediném klubu: Leeds United. Dvakrát s ním vybojoval Veletržní pohár (1967/68, 1970/71), jednou titul mistra Anglie (1968/69), jednou FA Cup (1972) a jednou ligový pohár (1968).
Roku 1967 byl vyhlášen nejlepším fotbalistou Anglie (v anketě FWA). V anketě Zlatý míč, která hledala nejlepšího fotbalistu Evropy, skončil roku 1969 desátý.
Po skončení hráčské kariéry se stal trenérem, deset let (1986–1996) vedl reprezentaci Irska, zúčastnil se s ní dvou světových šampionátů (1990, 1994) a mistrovství Evropy roku 1988. Odkoučoval na lavičce Irska 94 utkání, což je irský rekord.